# In the Name of Love
in the Name of Love（イン・ザ・ネーム・オブ・ラブ）は、日本の女性歌手、今井絵理子の3枚目のシングル。

## 解説
- 2000年11月22日にトイズファクトリーよりリリースされた。
- 日本テレビ系テレビドラマ『新宿暴走救急隊』挿入歌で、7話から10話に使用。ちなみにこの作品には、SPEEDのメンバー上原多香子が出演しており、1話から6話のエンディングテーマと挿入歌は、同じくSPEEDのhiroが担当していた。
- 発売週にはhiro「Treasure」と揃ってオリコン週間TOP10にランクインした。
- TFCC-87076 定価￥1,200(廃盤)

## 収録曲
1. in the Name of Love
  - 作詞・作曲:伊秩弘将/編曲:水島康貴
2. Nobody Knows Tonight
  - 作詞・作曲:伊秩弘将/編曲:水島康貴
3. レトロマンティック
  - 作詞・作曲:伊秩弘将/編曲:水島康貴
4. in the Name of Love (instrumental)
5. Nobody Knows Tonight (instrumental)
6. レトロマンティック (instrumental)